# Bleptina sphaerula
Bleptina sphaerula är en fjärilsart som beskrevs av Swinhoe 1902. Bleptina sphaerula ingår i släktet Bleptina och familjen nattflyn. Inga underarter finns listade i Catalogue of Life.